# Meamea Thomas
Meamea Thomas (11 de septiembre de 1987 en Tarawa - 23 de junio de 2013), fue un halterófilo de Kiribati.
Thomas representó a Kiribati en el evento de los 85 kg masculino en los Juegos Olímpicos de Atenas 2004. En ese momento fue clasificado en el lugar 63 º del mundo. Terminó 13º, después de haber levantado 292.5 kg. También fue abanderado de su país durante la Ceremonia de Apertura. Ganó el oro en la misma categoría en los Juegos del Pacífico Sur en Suva de 2003. No participó en los Juegos Olímpicos de 2008.
En total, ganó dos medallas de oro en los Juegos del Pacífico Sur 2003, y tres en los Mini Juegos del Pacífico 2009. Ganó medalla de plata en los Juegos del Pacífico 2011, y fue dos veces campeón de Oceanía: en 2004 y 2010.
En alrededor del 23 de junio de 2013, murió en un accidente en su país de origen, a la edad de 25. Vio a un ciclista a punto de ser atropellado por un coche en marcha, y empujó al ciclista por su seguridad. Fue golpeado en su lugar, y murió en el acto. El conductor del vehículo estaba borracho. Paul Coffa, Secretario General de la Federación de Halterofilia de Oceanía, rindió homenaje a su heroísmo en sacrificarse a sí mismo para salvar una vida.